# 과리노 과리니

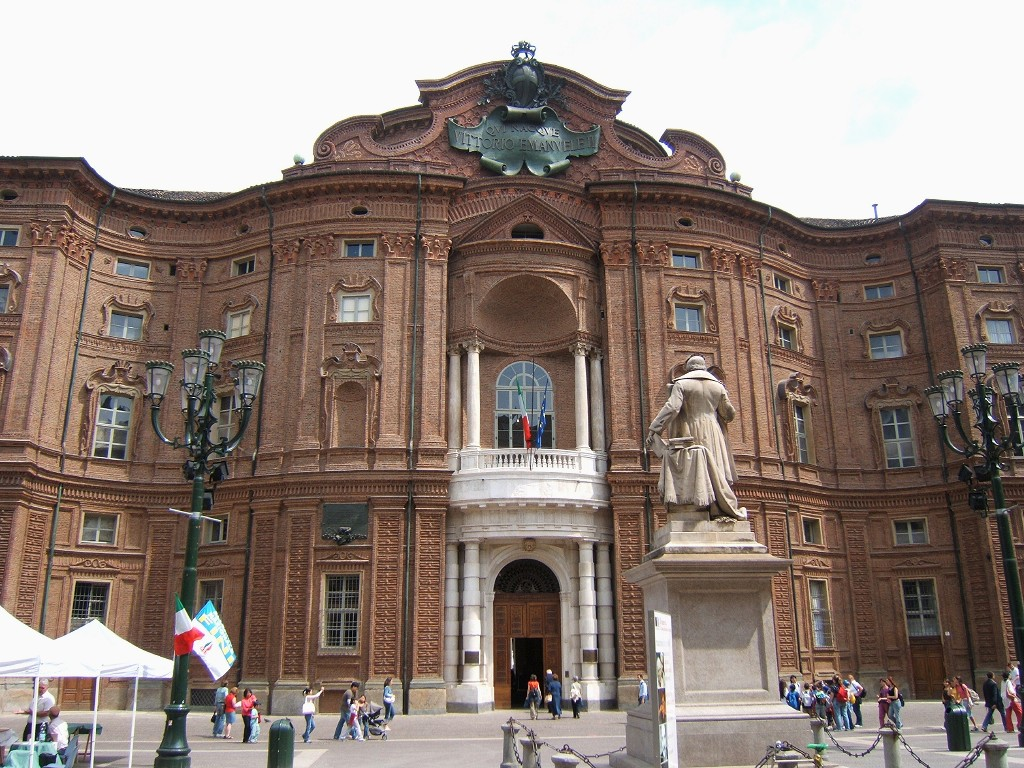
토리노의 팔라초 카리냐노

카밀로 과리노 과리니(Camillo-Guarino Guarini, 1624년 1월 7일, 모데나 ~ 1683년 3월 6일, 밀라노)는 피에몬테 출신의 이탈리아 바로크 건축가이다. 토리노에서 주로 활동하였고, 그 밖에 시칠리아와 프랑스, 포르투갈과 같은 다른 유럽 지역에서도 활동하였다.
그는 테아티노회의 신부이자 수학자, 작가, 건축가이다.

## 생애

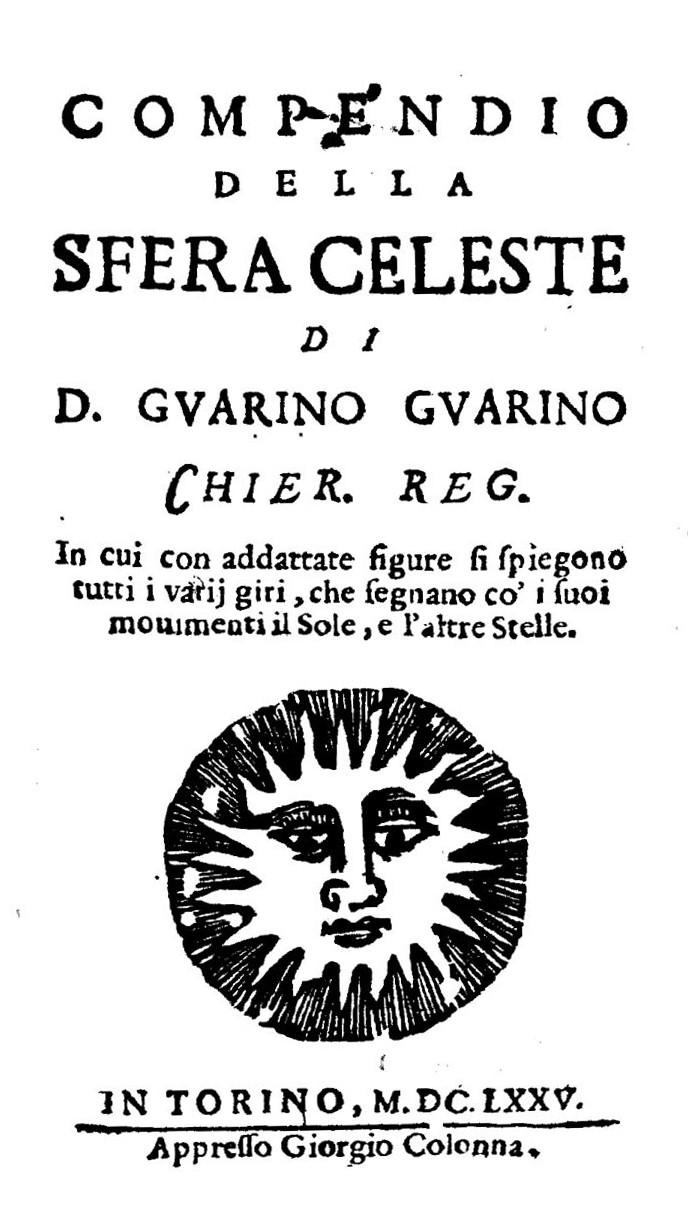
Compendio della sfera celeste, 1675

과리니는 모데나 출생으로 1639년 테아티노회 수련 수사가 되어 로마에 있는 산 실베스트로 알 퀴리날레 수도원에서 수련생활을 보낸 뒤, 1647년 모데나로 돌아와, 1648년 사제 서품을 받는다. 그는 테아티노회 계급제도에서 빠르게 승진하여 제1감사관이 된 뒤, 감독관이 된다. 그 뒤 회계관, 철학 강사, 서무관 등을 거쳐 1654년 수도원장이 된다. 그러나 모데나의 알폰소 공작이 다른 후보를 지지하여 과리니는 곧 교체되어 모데나를 떠난다. 그 뒤의 5년간은 잘 기록되어 있지 않다. 그는 1656년 파르마의 테아틴 교단의 회원이 되어 프라하와 리스본을 방문하여 수학 강의를 한 것으로 보인다. 그 뒤 그의 연극 《라 피에타 트리온판테》(La Pietà trionfante)를 1660년 메시나에서 출판하였다.
과리니는 사보이아 공국의 필리베르토 공작의 부름을 받아 건축가가 되었다. 그는 라틴어와 이탈리아어로 많은 수학 서적들을 집필했는데, 그 중 《Euclides adauctus》는 화법 기하학에 대한 저술이다. 1665년 그는 갈릴레오와 코페르니쿠스에 대해 지구중심설을 옹호하는 수학철학에 대한 논문 〈Placita Philosophica〉를 발표했다.
과리니는 토리노에 다수의 건물들을 설계하였다. 사보이 공작의 궁전들을 포함하여 산 로렌초 성당(1666-1680), 토리노 대성당 안에 있는 성해포 예배당(1668년 토리노의 수의를 보관하기 위해 만들어졌으며 카를로 디 카스텔라몬테(Carlo di Castellamonte)가 입구를 만들었다.), 카리냐노 궁전 (1679-85), 라코니지 성과 그 밖에 모데나, 메시나, 베로나, 빈, 프라하, 리스본, 파리 등에 공공 건물과 교회 건물들을 설계하였다.
건축에서는 그의 제자 필리포 유바라(Filippo Juvarra)와 유바라의 제자 베르나르도 비토네(Bernardo Vittone) 등의 후계자들이 있다. 그러다가 1737년에 그의 설계안들은 《Architettura Civile》라는 제목으로 출판되었다. 과리니는 보로미니의 영향을 받은 것으로 보인다.

## 작품

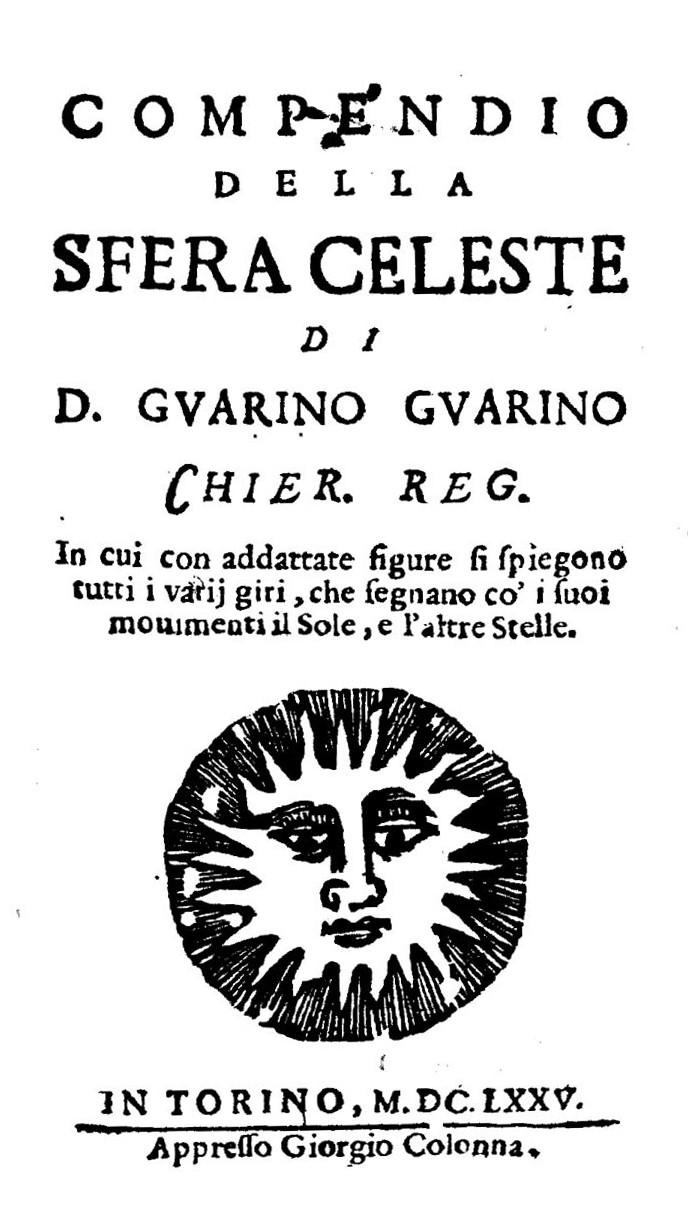
Compendio della sfera celeste

- Church of the Somascian Order (메시나에서 지어지지 못했음)
- Santissima Annunziata의 입면과 인접한 테아티노회 관저 (메시나, 1908년 지진으로 파괴됨)
- Sainte Anne le Royale (1662년, 1823년 파괴됨)
- Santa Maria della Divina Providenca (리스본, 1755년 지진으로 파괴됨)
- San Filippo Neri (유바라가 완성)
- Colegio dei Nobili (1678, 토리노)
- Capella della Santissima Sindone (토리노)
- 산 로렌초 성당(San Lorenzo) (토리노)
- La Consolate (후에 복원됨)